# Fabricio Iacovich
Fabricio Iacovich (La Plata, 29 de enero de 2002) es un futbolista argentino. Juega de arquero y su equipo actual es el Club Estudiantes de La Plata de la Primera División de Argentina.

## Trayectoria
Formado en el club Asociación Nueva Alianza de la Liga Amateur Platense de fútbol, llega a la divisiones juveniles de Estudiantes de La Plata en 2017. En mayo de 2022 firma su primer contrato profesional.
Fue el arquero suplente del equipo de Estudiantes campeón de la Copa Argentina 2023, de la Copa de la Liga Profesional 2024 y del Trofeo de Campeones de la Liga Profesional 2024.
El 13 de diciembre de 2024 hizo su debut en el empate 2-2 de Estudiantes ante Argentinos Juniors en el Estadio UNO, correspondiente a la última fecha del Campeonato de Primera División 2024.

## Selección nacional
Fabricio Iacovich tuvo su posibilidad en el 2019 de ser parte de la convocatoria para la Selección Argentina Sub-17 donde se entrenó en la previa del mundial de la categoría que se disputó en Brasil bajo el mando de Diego Placente y Pablo Aimar lo que despertó que fuese seguido por la Roma.
Fue citado en 2023 por Javier Mascherano, entrenador de la Selección de fútbol sub-20 de Argentina, para el Torneo Preolímpico Sudamericano que se disputó en Venezuela entre el 20 de enero y el 11 de febrero de 2024 y en el que Argentina logró clasificar a los Juegos Olímpicos de París 2024, aunque no tuvo minutos en cancha. 
Su primer partido en la Selección Argentina Sub-23 fue el 13 de octubre de 2023 en el empate en cero con Selección de fútbol sub-23 de Venezuela.
En marzo de 2024 realiza una gira con la Selección Argentina Sub-23.  En junio de 2024 es nuevamente convocado por el entrenador Javier Mascherano para integrar el Sub-23 que se prepara para los Juegos Olímpicos de París 2024.  Finalmente su lugar en los Juegos Olímpicos fue ocupado por Gerónimo Rulli, quien fue titular del equipo.

## Estadísticas
Datos actualizados al 1 de junio de 2025.
| Estudiantes de La Plata Argentina | 1.ª           | 2024          | 1 | 2 | 0 | 0 | 0 | 0 | 0 | 0 | 0 | 1 | 2 | 0 |
| Estudiantes de La Plata Argentina | 1.ª           | 2025          | 0 | 0 | 0 | 2 | 2 | 0 | 0 | 0 | 0 | 2 | 2 | 0 |
| Estudiantes de La Plata Argentina | Total club    | Total club    | 1 | 2 | 0 | 2 | 2 | 0 | 0 | 0 | 0 | 3 | 4 | 0 |
| Total carrera | Total carrera | Total carrera | 1 | 2 | 0 | 2 | 2 | 0 | 0 | 0 | 0 | 3 | 4 | 0 |
| (1) La copa nacional se refiere a la Copa Argentina, Copa de la Liga Profesional, Supercopa Argentina y Trofeo de Campeones. (2) La copa internacional se refiere a la Copa Sudamericana y Copa Libertadores. (3) Promedio de goles recibidos por partidos no incluye goles recibidos en partidos amistosos. |               |               |   |   |   |   |   |   |   |   |   |   |   |   |

## Palmarés

### Campeonatos nacionales
| Título              | Club                    | País      | Año  |
| ------------------- | ----------------------- | --------- | ---- |
| Copa Argentina      | Estudiantes de La Plata | Argentina | 2023 |
| Copa de la Liga     | Estudiantes de La Plata | Argentina | 2024 |
| Trofeo de Campeones | Estudiantes de La Plata | Argentina | 2024 |

## Redes sociales
- Instagram

- Datos: Q124094583